# Gerhard Schröder
Gerhard Fritz Kurt Schröder (Mossenberg-Wöhren, 7 de abril de 1944) es un político y abogado alemán perteneciente al Partido Socialdemócrata alemán (SPD), especialmente conocido por haber sido canciller de Alemania entre 1998 y 2005. También ocupó otros cargos importantes, como los de ministro-presidente de la Baja Sajonia entre 1990 y 1998 y presidente del Bundesrat entre 1997 y 1998.
En 2017 fue nombrado presidente del consejo de administración de Rosneft, empresa de petróleo propiedad del Estado ruso, y en 2005 fue elegido presidente de la junta de accionistas de Nord Stream AG, consorcio para la construcción y operación del gasoducto Nord Stream. Es amigo personal del presidente ruso Vladímir Putin. El 8 de marzo de 2022, el fiscal general de Alemania inició un procedimiento contra Schröder por su supuesta complicidad en la comisión de crímenes contra la humanidad a causa de su papel en corporaciones propiedad del Estado ruso. El mismo día, el SPD inició el proceso para expulsarle del partido. La coalición CDU/CSU ha pedido que Schröder sea incluido en la lista de sanciones de la Unión Europea contra aquellos individuos que mantienen lazos estrechos con Rusia.

## Biografía
De origen muy humilde, su padre murió combatiendo en la Segunda Guerra Mundial sin llegar a conocer a su hijo. Tenía dos hermanas mayores antes de que su madre se uniera a un segundo hombre, de quien tuvo otras dos hermanas y un hermano. La nueva familia continuó viviendo en la pobreza.
Nacido en Mossenberg-Wöhren, hoy día perteneciente a Blomberg, en su adolescencia tuvo que trabajar para colaborar con las necesidades de la casa y poder pagar sus propios estudios. Finalmente se convirtió en cabeza de familia al quedar recluido su padrastro en un sanatorio para tuberculosos.
De 1958 a 1961 estuvo de aprendiz en una empresa de comercio minorista. También trabajó como ayudante de obrero de la construcción en Lage y Gotinga. De 1962 a 1964 trabajó como empleado de una ferretería y asistió a una escuela nocturna. Aprobó el bachillerato elemental en 1964. De 1964 a 1966 estudió para el bachillerato, que consiguió en 1966. Ya en 1963 se había convertido en miembro del Partido Socialdemócrata de Alemania.
Estudió Derecho en la Universidad de Gotinga entre 1966 y 1971. De 1972 a 1976 trabajó como Referendar en un tribunal, puesto que sirve como una especie de pasantía para preparar el trabajo de abogado.
En 1976 fue autorizado a ejercer como abogado y de 1978 a 1990 fue abogado autónomo en Hannover. También hizo carrera en el Partido Socialdemócrata de Alemania: de 1978 a 1980 fue presidente federal de los Jusos  (organización juvenil del SPD) y de 1980 a 1986 miembro del Bundestag, la cámara baja del parlamento alemán, para los socialdemócratas.  De 1983 a 1993 presidió los socialdemócratas de la ciudad de Hannover, desde 1986 es miembro de la ejecutiva del partido y de 1986 a 1990 fue presidente del grupo parlamentario socialdemócrata y miembro del Landtag (parlamento) de Baja Sajonia. Desde 1989 es miembro de la mesa directiva del partido.
De 1990 a 1998 sirvió como ministro presidente de Baja Sajonia. De 1990 a 1994 había formado una coalición con los Verdes; en la legislatura siguiente pudo gobernar sin socios de coalición. De 1994 a 1998 también fue presidente del Partido Socialdemócrata en Baja Sajonia. El 27 de octubre de 1998 se convirtió en Bundeskanzler (canciller federal), es decir jefe de Gobierno, de Alemania. Fue canciller federal hasta el 22 de noviembre de 2005.

### Vida privada
El mes de agosto de 2004 es importante en su vida personal, ya que finalmente visita en Rumanía la tumba de su padre a quien nunca conoció por haber muerto en el frente oriental durante la Segunda Guerra Mundial mientras su madre estaba embarazada. Además, junto con su cuarta esposa adoptan a una niña de tres años de edad llamada Victoria, nacida en San Petersburgo, ciudad natal de Vladímir Putin. Con este último, Schröder ha establecido una relación de amistad durante los últimos años.
Cuando no se encuentra en Berlín, reside en Hannover.

### Carrera política
Ya en 1963 había ingresado en el SPD y se declaraba marxista.[cita requerida] En la década de 1970, Schröder admiraba a Willy Brandt, jefe del Gobierno, cuya Ostpolitik ("política hacia el este") buscaba mejorar las relaciones con la Alemania Oriental y la Unión Soviética (URSS). Fue presidente de las Juventudes Socialdemócratas.
En 1980 fue elegido por gran mayoría diputado por el SPD por el distrito de Hanóver. En 1989 Schröder fue elegido miembro de la presidencia del SPD. En coalición con Los Verdes ganó las elecciones regionales de Baja Sajonia y se convirtió en jefe de Gobierno de ese estado federado. Schröder fue reelegido dos veces en ese cargo, la última en 1998 por un amplio margen, aun cuando su partido perdió las elecciones legislativas de 1994.
Fue nombrado candidato para la cancillería en las elecciones federales de 1998 y emprendió una serie de cambios en su imagen pública, dejando a un lado sus modales bruscos y mostrando un carisma hasta ese momento desconocido. Formulando el concepto de Neue Mitte (nuevo centro), logró imponerse frente al conservador Helmut Kohl, que ocupaba la cancillería desde 1982. Inició una vez más una coalición con los verdes y junto con el líder de estos, Joschka Fischer, presentó el programa Salida y Renovación. Reformó el código de nacionalidad, el reglamento de pensiones de retiro y el sistema de impuestos. Por influencia de los verdes, su Gobierno asumió posturas ecológicas en el programa de energía nuclear y apoya a nuevos tipos de energías renovables. 
Como canciller, Schröder mantuvo en política internacional la estrecha colaboración con Francia, la cual daba continuidad a la unión bipartita como motor de la Unión Europea, junto a Jacques Chirac. Bajo su gobierno, Alemania envió tropas a Kosovo para una misión de estabilización en 1999. Frente a Estados Unidos concertó la tradicional postura transatlántica de Alemania, apoyando decididamente el derrocamiento del régimen talibán en Afganistán, en cuya misión el ejército de Alemania era uno de los que contaban con mayor presencia en la coalición. También dio comienzo a un relanzamiento en las relaciones con Rusia, especialmente en materia energética y de cooperación estratégica entre ambos países.

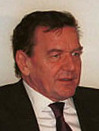
Schröder en el 2000.

En septiembre de 2002 la coalición de Gobierno con los verdes ganó las elecciones legislativas con una estrecha mayoría, a pesar del elevado índice de desempleo. Su gobierno se lanza en un gran programa de reformas socioeconómicas. Con el título de Agenda 2010 se reforman leyes concernientes al trabajo, la salud, las pensiones y la inmigración. En el plano internacional, se opuso abiertamente a la invasión de Irak por parte del Gobierno de George W. Bush. A raíz de ello se produjo un distanciamiento diplomático entre los dos países que duró algo más de un año. Es probable que esta postura ante Bush influyera notablemente en su reelección en 2002.
En política exterior, Schröder impulsó las relaciones de Alemania con los países árabes, realizando visitas oficiales para promover el comercio en el golfo Pérsico y Libia. En la misma línea de viajes de carácter comercial, instauró la costumbre de hacer una visita anual a China.
En mayo de 2005, ante la grave derrota que sufrió el Partido Socialdemócrata en las elecciones regionales de Renania del Norte-Westfalia, decidió convocar las elecciones federales de manera anticipada, en previsión de un posible fracaso electoral en todo el país. Finalmente, en las elecciones federales que se celebraron en septiembre de aquel año, volvió a remontar unas encuestas desfavorables cuando todo el mundo lo daba por perdedor. Sin embargo, tuvo que renunciar a la cancillería en favor de Angela Merkel, al conseguir Schröder cuatro escaños menos que la candidata conservadora. Actualmente está retirado de la política y ha retomado su trabajo de abogado.